# Diana Maximowna Schneider
Diana Maximowna Schneider (russisch Диана Максимовна Шнайдер, englische Schreibweise Diana Shnaider; * 2. April 2004 in Schiguljowsk) ist eine russische Tennisspielerin.

## Karriere
Bis 2022 spielte Schneider vorrangig Turniere auf der ITF Women’s World Tennis Tour, wo sie vier Titel im Einzel sowie drei Titel im Doppel erringen konnte. Auf der WTA-Challenger-Tour gewann Schneider im November 2022 ihren ersten Einzeltitel in Montevideo.
2019 gewann sie den Titel im Dameneinzel beim J1 Santa Croce sull’Arno. Ihr erstes Grand-Slam-Turnier bestritt Schneider bei den French Open, wo sie im Juniorinneneinzel als 15-Jährige Qualifikantin bis in die zweite Runde des Hauptfelds gelangte und auch im Juniorinnendoppel mit Partnerin Elina Araratowna Awanessjan das Achtelfinale erreichte. In Wimbledon trat sie sowohl im Juniorinneneinzel als auch im Juniorinnendoppel an, verlor aber in beiden Wettbewerben bereits jeweils in der ersten Runde. Bei den US Open trat sie im Juniorinneneinzel an, verlor aber ebenfalls bereits in der ersten Runde gegen die spätere Titelgewinnerin María Camila Osorio Serrano mit 4:6 und 2:6. Im Juniorinnendoppel erreichte sie mit Partnerin Elsa Jacquemot das Viertelfinale.
2020 erreichte sie bei den Australian Open im Juniorinneneinzel das Viertelfinale, im Juniorinnendoppel mit Partnerin Giulia Morlet das Achtelfinale. Bei den French Open schied sie im Juniorinneneinzel bereits in der zweiten Runde aus, erreichte aber mit Partnerin Maria Bondarenko im Juniorinnendoppel das Finale, das sie gegen Eleonora Alvisi und Lisa Pigato mit 6:73 und 4:6 verloren.
Bei den French Open 2021 erreichte sie das Halbfinale im Juniorinneneinzel, während sie im Juniorinnendoppel mit Partnerin Mathilda Mutavdzic bereits im Achtelfinale scheiterte. In Wimbledon gewann sie den Titel im Juniorinnendoppel mit Partnerin Kryszina Dsmitruk. Im Finale triumphierte sie gegen Sofia Costoulas/Laura Hietaranta mit 6:1 und 6:2.
Seit 2023 spielt Schneider ausschließlich auf der WTA Tour. Sie qualifizierte sich für das Hauptfeld des Australian Open 2023 und kam in die zweite Runde, wo sie der Griechin Maria Sakkari unterlag. Im August 2024 erreichte sie nach gewonnenen drei WTA-Titeln bereits den 18. Platz in der Weltrangliste.

## Turniersiege

### Einzel
| Nr. | Datum             | Turnier     | Kategorie      | Belag     | Finalgegnerin           | Ergebnis      |
| --- | ----------------- | ----------- | -------------- | --------- | ----------------------- | ------------- |
| 1.  | 14. November 2021 | Antalya     | ITF W15        | Sand      | Pia Lovrič              | 6:3, 6:2      |
| 2.  | 17. April 2022    | Oeiras      | ITF W25        | Sand      | Martina Di Giuseppe     | 6:4, 6:2      |
| 3.  | 24. April 2022    | Schymkent   | ITF W15        | Sand      | Jekaterina Maklakowa    | 6:2, 7:5      |
| 4.  | 1. Mai 2022       | Istanbul    | ITF W60        | Sand      | Nikola Bartůňková       | 7:5, 7:5      |
| 5.  | 27. November 2022 | Montevideo  | WTA Challenger | Sand      | Léolia Jeanjean         | 6:4, 6:4      |
| 6.  | 4. Februar 2024   | Hua Hin     | WTA 250        | Hartplatz | Zhu Lin                 | 6:3, 2:6, 6:1 |
| 7.  | 19. Mai 2024      | Paris       | WTA Challenger | Sand      | Emma Navarro            | 6:2, 3:6, 6:4 |
| 8.  | 29. Juni 2024     | Bad Homburg | WTA 500        | Rasen     | Donna Vekić             | 6:3, 2:6, 6:3 |
| 9.  | 21. Juli 2024     | Budapest    | WTA 250        | Sand      | Aljaksandra Sasnowitsch | 6:4, 6:4      |
| 10. | 3. November 2024  | Hongkong    | WTA 250        | Hartplatz | Katie Boulter           | 6:1, 6:2      |

### Doppel
| Nr. | Datum             | Turnier             | Kategorie      | Belag     | Partnerin             | Finalgegnerinnen                   | Ergebnis          |
| --- | ----------------- | ------------------- | -------------- | --------- | --------------------- | ---------------------------------- | ----------------- |
| 1.  | 20. November 2021 | Antalya             | ITF W15        | Sand      | Anastassija Soboljewa | Tamara Čurović Amarissa Kiara Tóth | 6:2, 6:0          |
| 2.  | 19. März 2022     | Antalya             | ITF W25        | Sand      | Amarissa Kiara Tóth   | Amina Anschba Marija Timofejewa    | 6:4, 6:2          |
| 3.  | 7. August 2022    | Hechingen           | ITF W60        | Sand      | Irina Chromatschowa   | Tamara Čurović Chiara Scholl       | 6:2, 6:3          |
| 4.  | 10. Juni 2023     | La Bisbal d’Empordà | WTA Challenger | Sand      | Caroline Dolehide     | Aliona Bolsova Rebeka Masarova     | 7:65, 6:3         |
| 5.  | 5. Januar 2025    | Brisbane            | WTA 500        | Hartplatz | Mirra Andrejewa       | Priscilla Hon Anna Kalinskaja      | 7:66, 7:5         |
| 6.  | 30. März 2025     | Miami               | WTA 1000       | Hartplatz | Mirra Andrejewa       | Cristina Bucșa Miyu Katō           | 6:3, 6:75, [10:2] |

## Karrierestatistik und Turnierbilanz

### Dameneinzel
Die letzte Aktualisierung erfolgte nach dem WTA-Turnier in Bad Homburg 2025.
| Turnier                      | 2023      | 2024      | 2025      | T / T      | S/N        | Sieg%      |
| ---------------------------- | --------- | --------- | --------- | ---------- | ---------- | ---------- |
| Australian Open              | 2         | 1         | 3         | 0 / 3      | 3:3        | 50 %       |
| French Open                  | 2         | 1         | 2         | 0 / 3      | 2:3        | 40 %       |
| Wimbledon                    | Q2        | 3         | 2         | 0 / 2      | 3:2        | 60 %       |
| US Open                      | Q2        | AF        |           | 0 / 1      | 3:1        | 75 %       |
| Doha                         | a. K.     | 1         | 1         | 0 / 2      | 0:2        | 0 %        |
| Dubai                        | –         | –         | 2         | 0 / 1      | 1:1        | 50 %       |
| Indian Wells                 | Q1        | 2         | 3         | 0 / 2      | 2:2        | 50 %       |
| Miami                        | Q1        | 2         | 2         | 0 / 2      | 1:2        | 33 %       |
| Madrid                       | –         | 1         | AF        | 0 / 2      | 2:2        | 50 %       |
| Rom                          | –         | 3         | VF        | 0 / 2      | 5:2        | 71 %       |
| Kanada                       | –         | HF        |           | 0 / 1      | 4:1        | 80 %       |
| Cincinnati                   | –         | AF        |           | 0 / 1      | 2:1        | 67 %       |
| Peking                       | –         | 3         |           | 0 / 1      | 1:1        | 50 %       |
| Wuhan                        | n. a.     | 1         |           | 0 / 1      | 0:1        | 0 %        |
| Olympische Spiele            | n. a.     | 2         | n. a.     | 0 / 1      | 1:1        | 50 %       |
| Statistik                    | Statistik | Statistik | Statistik | S/N        | S/N        | Sieg%      |
| Turnierteilnahmen            | 21        | 28        | 16        | Gesamt: 65 | Gesamt: 65 | Gesamt: 65 |
| Erreichte Finals             | 1         | 6         | 0         | Gesamt: 7  | Gesamt: 7  | Gesamt: 7  |
| Gewonnene Titel              | 0         | 5         | 0         | Gesamt: 5  | Gesamt: 5  | Gesamt: 5  |
| Hartplatz-Siege/-Niederlagen | 14:13     | 31:15     | 7:8       | 52:36      | 52:36      | 59 %       |
| Sand-Siege/-Niederlagen      | 10:8      | 15:5      | 8:5       | 33:18      | 33:18      | 65 %       |
| Rasen-Siege/-Niederlagen     | 1:1       | 9:3       | 3:3       | 13:7       | 13:7       | 65 %       |
| Gesamt-Siege/-Niederlagen    | 25:22     | 55:23     | 18:16     | 98:61      | 98:61      | 62 %       |
| Sieg%                        | 53 %      | 71 %      | 53 %      | Gesamt:    | Gesamt:    | 62 %       |
| Jahresendposition            | 60        | 13        |           | N/A        | N/A        | N/A        |

Zeichenerklärung: S = Turniersieg; F, HF, VF, AF = Einzug ins Finale / Halbfinale / Viertelfinale / Achtelfinale; 1, 2, 3 = Ausscheiden in der 1. / 2. / 3. Hauptrunde; KF (kleines Finale) = unterlegen im Spiel um Platz drei; RR = Round Robin (Gruppenphase); n. a. = nicht ausgetragen; a. K. = andere Kategorie; PO (Play-off) = Auf- und Abstiegsrunde im Billie Jean King Cup; K1, K2, K3 = Teilnahme in der Kontinentalgruppe I, II, III im Billie Jean King Cup.
Anmerkung: Diese Statistik berücksichtigt alle Ergebnisse im Einzel bei ITF- und WTA-Turnieren. Als Quelle dient die ITF-Seite der Spielerin. Dargestellt sind nur WTA-Turniere der Kategorie 1000 (seit 2021).

### Damendoppel
| Turnier         | 2024 | 2025 | Karriere |
| --------------- | ---- | ---- | -------- |
| Australian Open | AF   | HF   | HF       |
| French Open     | VF   | HF   | HF       |
| Wimbledon       | 2    | AF   | AF       |
| US Open         | 1    |      | 1        |

### Juniorinneneinzel
| Turnier         | 2019 | 2020 | 2021 | 2022 | Karriere |
| --------------- | ---- | ---- | ---- | ---- | -------- |
| Australian Open | —    | AF   |      | VF   | VF       |
| French Open     | 2    | 2    | HF   | 2    | HF       |
| Wimbledon       | 1    |      | 1    | —    | 1        |
| US Open         | 1    |      | 2    | HF   | HF       |

Zeichenerklärung: S = Turniersieg; F, HF, VF, AF = Einzug ins Finale / Halbfinale / Viertelfinale / Achtelfinale; 1, 2, 3 = Ausscheiden in der 1. / 2. / 3. Hauptrunde; nicht ausgetragen

### Juniorinnendoppel
| Turnier         | 2019 | 2020 | 2021 | 2022 | Karriere |
| --------------- | ---- | ---- | ---- | ---- | -------- |
| Australian Open | —    | AF   |      | S    | S        |
| French Open     | AF   | F    | AF   | VF   | F        |
| Wimbledon       | 1    |      | S    | —    | S        |
| US Open         | VF   |      | VF   | S    | S        |